# Путь к файлу
Путь (англ. path) — набор символов, показывающий расположение файла или каталога в файловой системе.
В операционных системах UNIX разделительным знаком при записи пути является «/». В Windows — «\». Эти знаки служат для разделения названия каталогов, составляющих путь к файлу.
Например, в следующей записи адресации /home/user_viki/foo/bar.txt часть bar.txt — это имя файла, а /home/user_viki/foo — путь к нему.
Путь может быть абсолютным или относительным. Полный или абсолютный путь — это путь, который указывает на одно и то же место в файловой системе, вне зависимости от текущего рабочего каталога или других обстоятельств. Полный путь всегда начинается с корневого каталога. Относительный путь представляет собой путь по отношению к текущему рабочему каталогу пользователя или активных приложений.
Для эффективного поиска файлов UNIX-подобные операционные системы, как правило, имеют системную переменную $PATH в командной оболочке (например, sh), которая задает перенаправления к важнейшим исполняемым файлам. Узнать значение этой переменной можно с помощью команды echo $PATH или аналогичной.

## Представления пути по операционной системе и оболочке
| Операционная система           | Оболочка                              | Корневой каталог | Разделитель каталогов                                                         | Текущий каталог   | Родительский каталог       | Домашний каталог | Примеры |
| ------------------------------ | ------------------------------------- | --- | ----------------------------------------------------------------------------- | ----------------- | -------------------------- | ---------------- | --- |
| POSIX Systems/UNIX-подобная ОС | Командная оболочка UNIX               | / | /                                                                             | .                 | ..                         | ~                | /home/user/docs/Letter.txt |
| DOS                            | COMMAND.COM                           | [буква диска:]\ или \\[имя сервера]\ | \                                                                             | .                 | ..                         |                  | C:\USER\DOCS\LETTER.TXT A:PICTURE.JPG \\SERVER01\USER\DOCS\LETTER.TXT |
| OS/2                           | cmd.exe                               | [буква диска:]\ | / или \                                                                       | .                 | ..                         |                  | C:\user\docs\Letter.txt A:Picture.jpg |
| Microsoft Windows              | cmd.exe                               | [буква диска:]/ или [буква диска:]\ или \\[имя сервера]\ примечание: для команды CD, / treated as relative path (same as [буква диска:].\)                                                         | / или \ (примечание: для команды CD, / treated as relative path (same as .\)) | .                 | ..                         |                  | C:\user\docs\Letter.txt ..\Picture.jpg \\Server01\user\docs\Letter.txt |
| Microsoft Windows              | Windows PowerShell                    | [имя диска:]/ или [имя диска:]\или \\[имя сервера]\ или [PSSnapIn name]\[PSProvider name:][:PSDrive root]                                                                                          | / или \                                                                       | .                 | ..                         | ~                | C:\user\docs\Letter.txt \\Server01\user\docs\Letter.txt UserDocs:/Letter.txt Variable:PSVersionTable Registry::HKEY_LOCAL_MACHINE\SOFTWARE\ Microsoft.PowerShell.Security\Certificate::CurrentUser\                                                                             |
| TOPS-20                        | DCL                                   | [имя устройства:] | .                                                                             |                   |                            |                  | PS:<USER.DOCS>LETTER.TXT,4 |
| RSX-11                         | DCL                                   | [имя устройства:] |                                                                               |                   |                            |                  | DR0:[30,12]LETTER.TXT;4 |
| OpenVMS                        | DCL                                   | [имя устройства:] или [NODE["accountname password"]]::[имя устройства]: | .                                                                             | []                | [-]                        | SYS$LOGIN:       | SYS$SYSDEVICE:[USER.DOCS]PHOTO.JPG GEIN::[.DRAFTS]LETTER.TXT;4 |
| Classic Mac OS                 |                                       | [volume or drive name]: | :                                                                             | :                 | ::                         |                  | Macintosh HD:Documents:Letter |
| ProDOS                         | AppleSoft BASIC                       | /[volume or drive name]/ | /                                                                             |                   |                            |                  | /SCHOOL.DISK/APPLEWORKS/MY.REPORT FLIGHT.SIMULATOR,D2 |
| AmigaOS                        | Amiga CLI / AmigaShell                | [drive, volume, device or assign name]: | /                                                                             | "" (empty string) | /                          |                  | Workbench:Utilities/MultiView DF0:S/Startup-Sequence S:Startup-Sequence TCP:en.wikipedia.com/80 |
| RISC OS                        | Task window                           | [fs type[#option]:][:drive number or disc name.]$ примечание: &, % and @ can also be used to reference the root of the current user, the library and the current (working) directory respectively. | .                                                                             | @                 | ^                          | &                | ADFS::MyDrive.$.Documents.Letter Net#MainServer::DataDrive.$.Main.sy10823 LanMan::WindowsC.$.Pictures.Japan/gif NFS:&.!Choices ADFS:%.IfThere Когда файловые системы монтируются с поддержкой расширений файлов, символы '.' заменяются на '/', как в примере с Japan/gif выше. |
| Symbian OS                     | File manager                          | \ | \                                                                             |                   |                            |                  | \user\docs\Letter.txt |
| Domain/OS                      | Shell                                 | // (root of domain) / (root of current node) | /                                                                             | .                 | \                          | ~                | //node/home/user/docs/Letter.txt ./inthisdir \\greatgrandparent ~rcinfo |
| MenuetOS                       | CMD                                   | / | /                                                                             |                   |                            |                  | |
| Stratus VOS                    | интерпретатор командной строки VOS    | %[имя_системы]#[имя_модуля]> | >                                                                             |                   | <                          |                  | %sysname#module1>SubDir>AnotherDir |
| NonStop Kernel                 | TACL Tandem Advanced Command Language | Нет корня | .                                                                             |                   | Нет родительского каталога |                  | \NODE.$DISK.SUBVOL.FILE \NODE.$DEVICE \NODE.$DEVICE.#SUBDEV.QUALIFIER |
| CP/M                           | CCP                                   | [буква диска:] | Нет подкаталогов                                                              | Нет подкаталогов  | Нет родителей              | Нет подкаталогов | A:LETTER.TXT |
| GS/OS                          |                                       | :[имя тома]: или .[имя устройства]: или [префикс]: прим.: префикс может быть числом (0-31), * (загрузочный том) или @ (домашний каталог AppleShare)                                                | : или /                                                                       |                   |                            | @                | :Apps:Platinum.Paint:Platinum.Paint *:System:Finder .APPLEDISK3.5B/file |

## UNC в Windows
Общее соглашение об именах (англ. Uniform Naming Convention) или универсальное соглашение об именовании (universal naming convention), UNC — соглашение об именовании файлов и других ресурсов, дающее машинонезависимое определение местоположения ресурса.
Имя, соответствующее соглашению об универсальном назначении имен, полное имя ресурса в сети, включающее имя сервера и имя совместно используемого ресурса (принтера, каталога или файла); для каталогов или файлов могут также включать относительный путь.
Синтаксис UNC-пути к принтеру следующий: \\Сервер\СетевойПринтер, где Сервер — сетевое имя компьютера, СетевойПринтер — это сетевое имя общего принтера на этом компьютере.
Синтаксис UNC-пути к каталогу или файлу следующий: \\Сервер\СетевойКаталог[\ОтносительныйПуть], где Сервер — сетевое имя компьютера, СетевойКаталог — это сетевое имя общего каталога на этом компьютере, а ОтносительныйПуть — путь к каталогу или файлу из общего каталога.
СетевойКаталог не обязательно называется так же, как ассоциированный с ним каталог на сервере, имя даётся в ходе открытия общего доступа к каталогу в файловой системе компьютера.
Некоторые API-вызовы в Microsoft Windows поддерживают использование так называемых Long UNC или UNCW: \\?\UNC\Сервер\СетевойКаталог[\ОтносительныйПуть] или \\?\Диск:[\Каталог][\Файл], где Диск — буква диска, Каталог — имя каталога на диске, Файл — имя файла в каталоге или на диске.
В версиях Windows, предшествовавших Windows XP, только API-вызовы, использующие Long UNC, могли использовать пути длиной более 260 символов.
Всего в Microsoft Windows используются следующие типы путей:
- LFS (англ. local file system) — имена в локальной файловой системе, например: C:\Folder\File.
- UNC — сетевые имена, например: \\Server\SharedFolder\Folder\File.
- Long UNC или UNCW — длинные имена, например: \\?\UNC\Server\SharedFolder\Folder\File или \\?\C:\Folder\File.